# René Boutegourd
René Auguste Émile Boutegourd, né le 20 septembre 1858 à Lambézellec et mort le 3 avril 1932 à Brest, est un général français, qui a notamment commandé lors de la Première Guerre mondiale.

## Biographie
René Boutegourd est né à Lambezellec le 20 septembre 1858, au "petit coat ar gueven".

### Lignée paternelle[1]
Son père, Jean-Baptiste Boutegourd natif de Landunvez , fit une brillante carrière dans la Marine Impériale : maître canonnier aux équipages de ligne, médaillé militaire, chevalier de la légion d'honneur.
Il faut remonter au grand-père Boutegourd pour trouver les origines de la famille en Touraine, grand-père qui fut décoré de la médaille de Sainte-Helène.

### Lignée maternelle[1]
Sa mère, Françoise Bernicot, native de Lambézellec trouve ses origines sur Landéda et Bourg-Blanc.
Il se retrouve fils unique, ses trois frères et sœurs étant décédés en bas âge.

## Choix d'une carrière militaire
Sans doute inspiré par la tradition familiale, René choisit la carrière militaire, mais à la différence de son père ce sera l'armée de terre. Il s'engage à 18 ans, en 1876, à Brest au 2e régiment d'infanterie de marche de marine, qui deviendra en 1901 le 2e régiment d'infanterie coloniale.
Promu caporal le 3 avril 1877, il a de l'ambition et intègre l'École spéciale militaire de Saint-Cyr la même année, d'où il sort sous-lieutenant le 10 octobre 1879. Il est promu lieutenant en 1882.

### Campagnes de Cochinchine[2]
En ce début de la décennie 1880 la Cochinchine est une possession française où la population autochtone conserve une certaine autonomie. Durant ces années, la France cherche à consolider ses positions plus profondément vers l'intérieur du pays qui formera la future Indochine. Les forces armées dont les régiments d'infanterie de marine sont mis à contribution pour faciliter la conquête de ces nouveaux territoires. C'est donc avec le 2e RIMa qu'il se distingue en Extrême-Orient entre 1881 et 1886 notamment en menant une colonne au Cambodge. En 1883 il est lieutenant au régiment de tirailleurs annamites.
Promu capitaine le 18 avril 1885, il est blessé au combat le 14 décembre 1885. Durant les années 1886-1887, il est toujours en Cochinchine avec le 2e RIMa. En 1890 il est muté au Sénégal à l'état-major, rattaché au 3e RIMa. Il est fait chevalier de la légion d'honneur le 20 décembre 1886 puis officier de l'Ordre royal du Cambodge le 25 juillet 1887. Cette décoration fut décernée par le roi du Cambodge Norodom Ier. Cet ordre avait pour but de récompenser les services civils et militaires. René Boutegourd reçoit également la médaille du Tonkin durant cette période.

### Campagnes du Dahomey[2]
Il sert ensuite au Dahomey (aujourd'hui Bénin) lors des opérations de guerre de l'automne 1890 comme chef d'état major. À la fin du XIXe siècle les grandes puissances européennes se lancent dans une compétition aux colonies en Afrique. Les armées rencontrent la résistance des populations locales, c'est le cas de la France qui engage l'infanterie coloniale. Les années 1890-1891 il sert, après le Dahomey, en Algérie et cette fois au 3e RIMa.
En 1891 à l'état-major des forces du Sénégal.
En 1892, promu chef de bataillon.
En 1900, promu lieutenant-colonel au 1er régiment de tirailleurs algériens.
En 1904, promu colonel au 1er régiment étranger à Casablanca.
Le 20 mars 1914, promu général inspecteur de la 1re région.
Le 2 août 1914, intègre la 51e division d'infanterie.
Le 7 septembre 1914, sept soldats du 327e sont condamnés pour avoir abandonné leur poste, et sur l'ordre du général de brigade René Boutegourd, sans mener d'enquête véritable, sont exécutés : Barbieux, Clément (décédé le 9 septembre « de ses blessures »), Caffiaux, Désiré Hubert (réhabilité douze ans plus tard et inscrit au monument aux morts de la commune de Trith-Saint-Léger (Nord)), Delsarte, Dufour et Waterlot. Ce dernier sort indemne de la fusillade et meurt sur le front le 10 juin 1915. L’affaire dite « des fusillés du 327e » a fait l’objet d’une campagne de réhabilitation très importante de la Ligue des droits de l’Homme mais qui n’a pas abouti.
En 1919, il est affecté au sein de la 9e région militaire (Tours). Il meurt le 3 avril 1932 à Brest.

## Décorations
- Légion d'honneur
  - Chevalier (20 décembre 1886)
  - Officier (19 avril 1906)
  - Commandeur (11 juillet 1914)
  - Grand Officier (6 juillet 1919)
- Officier de l'Ordre royal du Cambodge (25 juillet 1887)
- Commandeur de l'Étoile noire